# Червоний Двур (Венґожевський повіт)
Червоний Двур (пол. Czerwony Dwór, нім. Rothof) — село в Польщі, у гміні Венґожево Венґожевського повіту Вармінсько-Мазурського воєводства.
Населення — 123 особи (2011).
У 1975-1998 роках село належало до Сувальського воєводства.

## Демографія
Демографічна структура станом на 31 березня 2011 року:
|          | Загалом | Допрацездатний вік | Працездатний вік | Постпрацездатний вік |
| -------- | ------- | ------------------ | ---------------- | -------------------- |
| Чоловіки | 72      | 8                  | 58               | 6                    |
| Жінки    | 51      | 7                  | 33               | 11                   |
| Разом    | 123     | 15                 | 91               | 17                   |